# Дарнелл Нерс
Дарнелл Нерс (англ. Darnell Nurse; нар. 4 лютого 1995, м. Гамільтон, Канада) — канадський хокеїст, захисник. Виступає за «Едмонтон Ойлерс» в НХЛ.
Вихованець хокейної школи «Дон Міллс МХА». Виступав за «Су-Сент-Марі Грейхаундс» (ОХЛ), «Оклахома-Сіті Беронс» (АХЛ),  «Бейкерсфілд Кондорс» (АХЛ).
У чемпіонатах НХЛ — 675 матчів (80+204) станом на січень 2025.
У складі молодіжної збірної Канади учасник чемпіонату світу 2015. У складі юніорської збірної Канади учасник чемпіонату світу 2012.
Досягнення
- Переможець молодіжного чемпіонату світу (2015)
- Бронзовий призер юніорського чемпіонату світу (2012)